# (1963) Bezovec
(1963) Bezovec (1975 CB; 1952 BS; 1971 BW1) ist ein Asteroid des Hauptgürtels, der am 9. Februar 1975 vom tschechischen Astronomen Luboš Kohoutek in der Hamburger Sternwarte (Bergedorf) entdeckt wurde.